# Rouvray (Yonne)
Pour les articles homonymes, voir Rouvray.
Rouvray est une commune française située dans le département de l'Yonne en région Bourgogne-Franche-Comté.

## Géographie
Rouvray est dans la partie centrale du département de l'Yonne, à 13,5 km (à vol d'oiseau) au nord-est de sa préfecture Auxerre. Pontigny est à 3,3 km au nord-est, Seignelay à 5,1 km à l'ouest, Saint-Florentin à 12 km au nord.
La commune est traversée du sud au nord par le ru de Bûchin, affluent du Serein qui lui-même forme la bordure nord de la commune sur environ 2,5 km.

### Climat
Pour des articles plus généraux, voir Climat de la Bourgogne-Franche-Comté et Climat de l'Yonne.
En 2010, le climat de la commune est de type climat océanique dégradé des plaines du Centre et du Nord, selon une étude du Centre national de la recherche scientifique s'appuyant sur une série de données couvrant la période 1971-2000. En 2020, Météo-France publie une typologie des climats de la France métropolitaine dans laquelle la commune est exposée à un climat océanique altéré et est dans la région climatique  Lorraine, plateau de Langres, Morvan, caractérisée par un hiver rude (1,5 °C), des vents modérés et des brouillards fréquents en automne et hiver. 
Pour la période 1971-2000, la température annuelle moyenne est de 10,7 °C, avec une amplitude thermique annuelle de 15,6 °C. Le cumul annuel moyen de précipitations est de 737 mm, avec 11,7 jours de précipitations en janvier et 8 jours en juillet. Pour la période 1991-2020, la température moyenne annuelle observée sur la station météorologique de Météo-France la plus proche, « Ligny-le-Châtel », sur la commune de Ligny-le-Châtel à 7 km à vol d'oiseau, est de 11,5 °C et le cumul annuel moyen de précipitations est de 772,9 mm. 
La température maximale relevée sur cette station est de 40,7 °C, atteinte le 7 août 2003 ; la température minimale est de −22 °C, atteinte le 16 janvier 1985,,. 
Les paramètres climatiques de la commune ont été estimés pour le milieu du siècle (2041-2070) selon différents scénarios d'émission de gaz à effet de serre à partir des nouvelles projections climatiques de référence DRIAS-2020. Ils sont consultables sur un site dédié publié par Météo-France en novembre 2022.

## Urbanisme

### Typologie
Au 1er janvier 2024, Rouvray est catégorisée commune rurale à habitat dispersé, selon la nouvelle grille communale de densité à sept niveaux définie par l'Insee en 2022.
Elle est située hors unité urbaine. Par ailleurs la commune fait partie de l'aire d'attraction d'Auxerre, dont elle est une commune de la couronne,. Cette aire, qui regroupe 104 communes, est catégorisée dans les aires de 50 000 à moins de 200 000 habitants,.

### Occupation des sols
L'occupation des sols de la commune, telle qu'elle ressort de la base de données européenne d’occupation biophysique des sols Corine Land Cover (CLC), est marquée par l'importance des territoires agricoles (78 % en 2018), en diminution par rapport à 1990 (86,4 %). La répartition détaillée en 2018 est la suivante : 
terres arables (36,5 %), prairies (36,1 %), forêts (13,6 %), zones urbanisées (8,4 %), zones agricoles hétérogènes (5,4 %). L'évolution de l’occupation des sols de la commune et de ses infrastructures peut être observée sur les différentes représentations cartographiques du territoire : la carte de Cassini (XVIIIe siècle), la carte d'état-major (1820-1866) et les cartes ou photos aériennes de l'IGN pour la période actuelle (1950 à aujourd'hui).

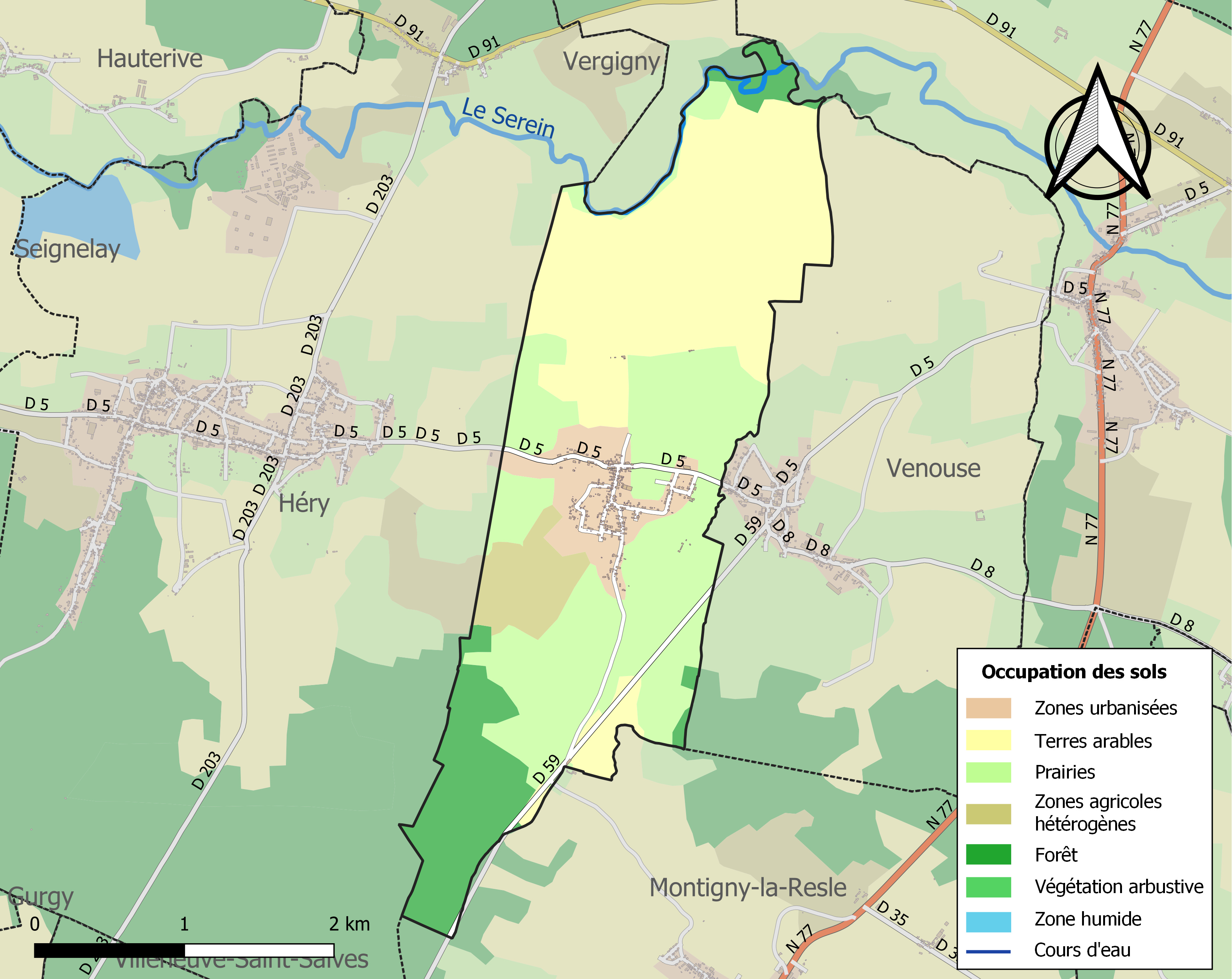
Carte des infrastructures et de l'occupation des sols de la commune en 2018 (CLC).

## Toponymie
Rouredum, Rouretum, Roboretum, Rouvroyum, Rouvretum, Rovretum, Ruvreium, Rouray, Rouvré, Rouveret.
« Rouvre » signifie « chêne » en Champagne et autres régions ; racine que l'on retrouve dans « rouvroi », « rouvraie » qui signifie « chêne » en ancien français.

## Histoire
L'évêque d'Auxerre Héribert donne l'église de Rouvray (et plusieurs autres) à l'abbaye Saint-Germain d'Auxerre. Le pape Eugène III confirme ces donations en 1152.
En 1171 Rouvray a une chapelle, que l'évêque d'Auxerre Guillaume de Toucy donne — en même temps que l'église de Venouse — à l'abbaye de Saint-Père d'Auxerre. Le pape confirme ces donations en 1174. À la même époque, l'abbaye Saint-Germain d'Auxerre possède aussi la terre seigneuriale (donc pas seulement l'église) de Rouvray et le hameau des Bordes ; et en 1165 Jean, vicomte de Ligny-le-Châtel, et Guillaume d'Asnières, possèdent eux aussi des biens sur Rouvray.
En 1213 il existe un péage sur Rouvray : Confirmation par Hugues, seigneur de Lourcy, conforme cette année-là la donation de 10 sous de rente sur ce péage, faite par sa femme aux religieux de Pontigny.
En 1224 Étienne de Seignelay approuve la fondation faite par sa mère Marguerite pour la commémoration de son anniversaire, d'une rente de 30 setiers d'avoine à prendre à Rouvray.
En 1231 la vicomtesse Jeanne vend les droits qu'elle y possède à l'abbaye Saint-Germain d'Auxerre ; en 1235 la même abbaye acquiert de Sylvestre de Ligny le moulin de Péteriaux sur le ru de Bouchin.
En 1285 l'abbaye de Pontigny retire au village le droit d'usage dans le bois de Révisy. Subséquemment les habitants blessent un moine, un frère convers et le cellerier. Le 6 août 1285 le village entier est condamné à 60 livres d'amende et ceux qui ont frappé les religieux à trois processions en caleçons et chemises. L'église actuelle date du XVIe siècle et est agrandie au XVIIIe siècle.
En mai 1366 les abbayes de Pontigny et de Saint-Germain font une transaction au sujet de rentes et dîmes sur Rouvray et Fouchères ; et au sujet des échoîtes de leurs serfs respectifs sur les territoires des Bordes, de Rouvray et de Venouse. Ce dernier point semble litigieux : Henry signale que déjà en 1325 les deux abbayes contestent la succession d'un serf ; le procureur de l'abbaye de Pontigny avance à cette occasion que si un serf quitte Venouse, territoire contrôlé par l'abbaye de Pontigny, pour aller habiter aux Bordes ou à Rouvray, ce serf reste au pouvoir de Pontigny s'il meurt sans enfants — et réciproquement pour un transfert de serf depuis les Bordes ou Rouvray vers Venouse.
Le village de Villeneuve-sous-Bûchin, autrefois appelé Bûchin, a été détruit pendant les guerres des XIVe et XVe siècles. En 1789, il restait un fief, avec ses dépendances, du nom de Villeneuve-sous-Bûchin ; il a été vendu vers cette époque et ses bâtiments rasés hormis deux maisons à l'est de ce bourg.

## Politique et administration
| Période   | Période  | Identité           | Étiquette | Qualité |
| --------- | -------- | ------------------ | --------- | ------- |
| mars 2014 | en cours | Charles Berthollet | RBM       |         |

## Démographie
L'évolution du nombre d'habitants est connue à travers les recensements de la population effectués dans la commune depuis 1793. Pour les communes de moins de 10 000 habitants, une enquête de recensement portant sur toute la population est réalisée tous les cinq ans, les populations de référence des années intermédiaires étant quant à elles estimées par interpolation ou extrapolation. Pour la commune, le premier recensement exhaustif entrant dans le cadre du nouveau dispositif a été réalisé en 2007.

En 2022, la commune comptait 368 habitants, en évolution de −5,88 % par rapport à 2016 (Yonne : −1,95 %, France hors Mayotte : +2,11 %).
| 1793 | 1800 | 1806 | 1821 | 1831 | 1836 | 1841 | 1846 | 1851 |
| ---- | ---- | ---- | ---- | ---- | ---- | ---- | ---- | ---- |
| 324  | 252  | 343  | 317  | 347  | 345  | 352  | 342  | 324  |

| 1856 | 1861 | 1866 | 1872 | 1876 | 1881 | 1886 | 1891 | 1896 |
| ---- | ---- | ---- | ---- | ---- | ---- | ---- | ---- | ---- |
| 373  | 336  | 358  | 337  | 326  | 330  | 317  | 298  | 264  |

| 1901 | 1906 | 1911 | 1921 | 1926 | 1931 | 1936 | 1946 | 1954 |
| ---- | ---- | ---- | ---- | ---- | ---- | ---- | ---- | ---- |
| 255  | 265  | 230  | 224  | 200  | 199  | 210  | 192  | 204  |

| 1962 | 1968 | 1975 | 1982 | 1990 | 1999 | 2006 | 2007 | 2012 |
| ---- | ---- | ---- | ---- | ---- | ---- | ---- | ---- | ---- |
| 201  | 191  | 171  | 217  | 221  | 284  | 340  | 348  | 403  |

| 2017 | 2022 | - | - | - | - | - | - | - |
| ---- | ---- | - | - | - | - | - | - | - |
| 381  | 368  | - | - | - | - | - | - | - |

## Culture locale et patrimoine

### Lieux et monuments
- Église Saint-Georges : nef de style ogival (XVIe siècle), chœur et abside de style dorique (XVIIIe siècle), baptistère octogonal du XIVe siècle[20].

### Personnalités liées à la commune
- Roger Mortimer (2e comte de March) y meurt en 1360.
- Émile Louis, chauffeur de bus et tueur en série.

### Héraldique
| Blason de Rouvray | Blason  | Tiercé en pairle renversé : au 1er d'or au chêne au naturel, au 2e de gueules à trois fleurs de lys d'or, au 3e d'azur au pont isolé d'argent à une arche accompagné en pointe d'un dragon versé et contourné d'or transpercé par une lance du même posée en pal. |
| Blason de Rouvray | Détails | Création de Jean-François Binon adoptée par la municipalité en 2019. |